# Palacio de Cortés (Cangas de Onís)
El palacio de Cortés del siglo XVIII está situado en la localidad asturiana de Cangas de Onís. 
De planta rectangular con capilla adosada a un extremo. Su puerta es de arco de medio punto sobre pilastras. El palacio es de dos plantas y una tercera abuhardillada. Su entrada se hace a través de un gran portalón, rematado en arco carpanel que da acceso a un gran zaguán de donde sale una escalera en dos tramos. Destacable el gran alero de madera del edificio.
- Datos: Q6057942